# Gulved
Ej att förväxla med "gulved" som är en beteckning på veden från fustikträdet och även på trädet som sådant.
Gulved, Cladrastis kentukea, är en ärtväxtart som beskrevs av Georges Louis Marie Dumont de Courset som Sophora kentukea, och fördes till släktet Cladrastis av Velva Elaine Rudd 1971.

## Bildgalleri

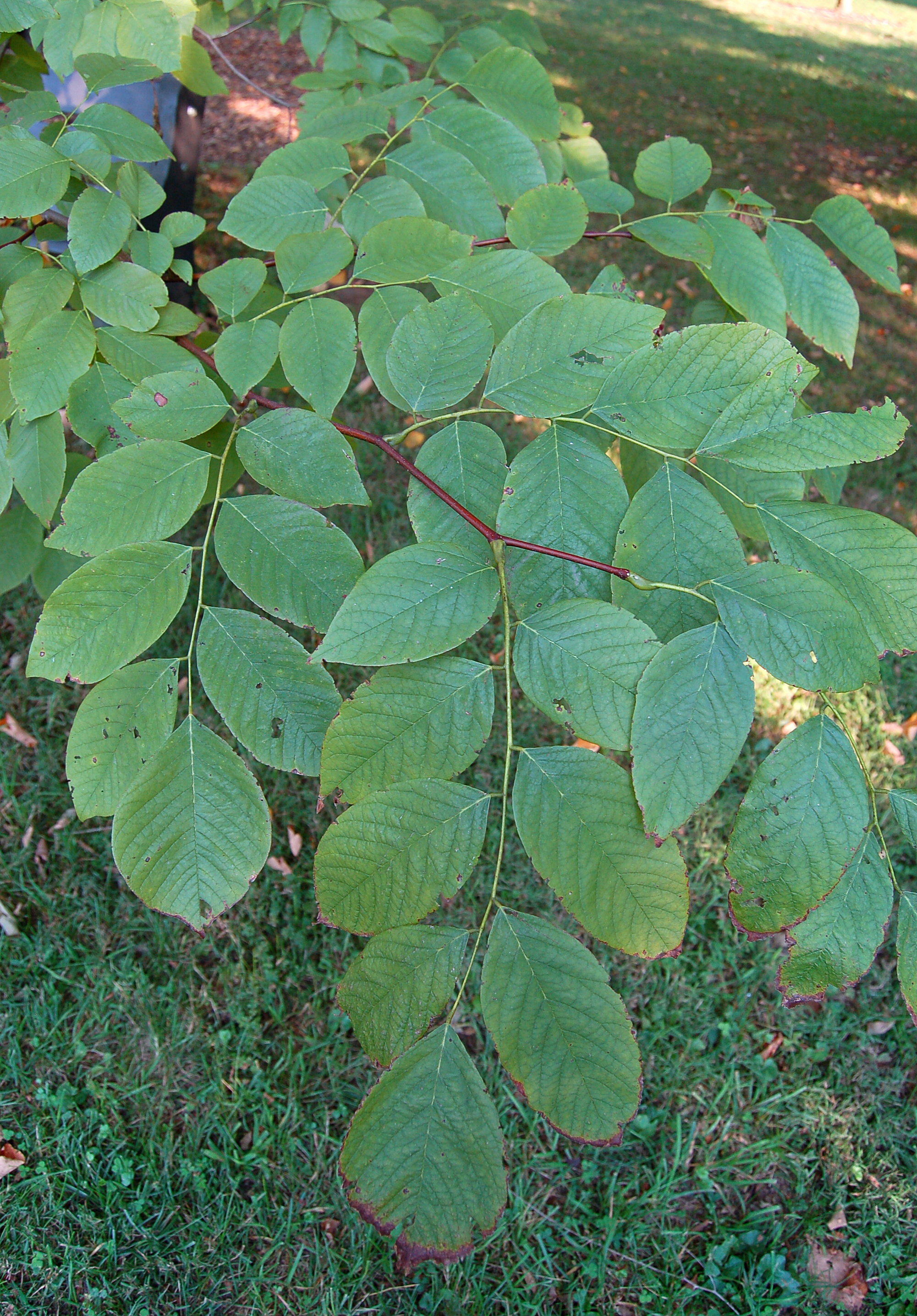
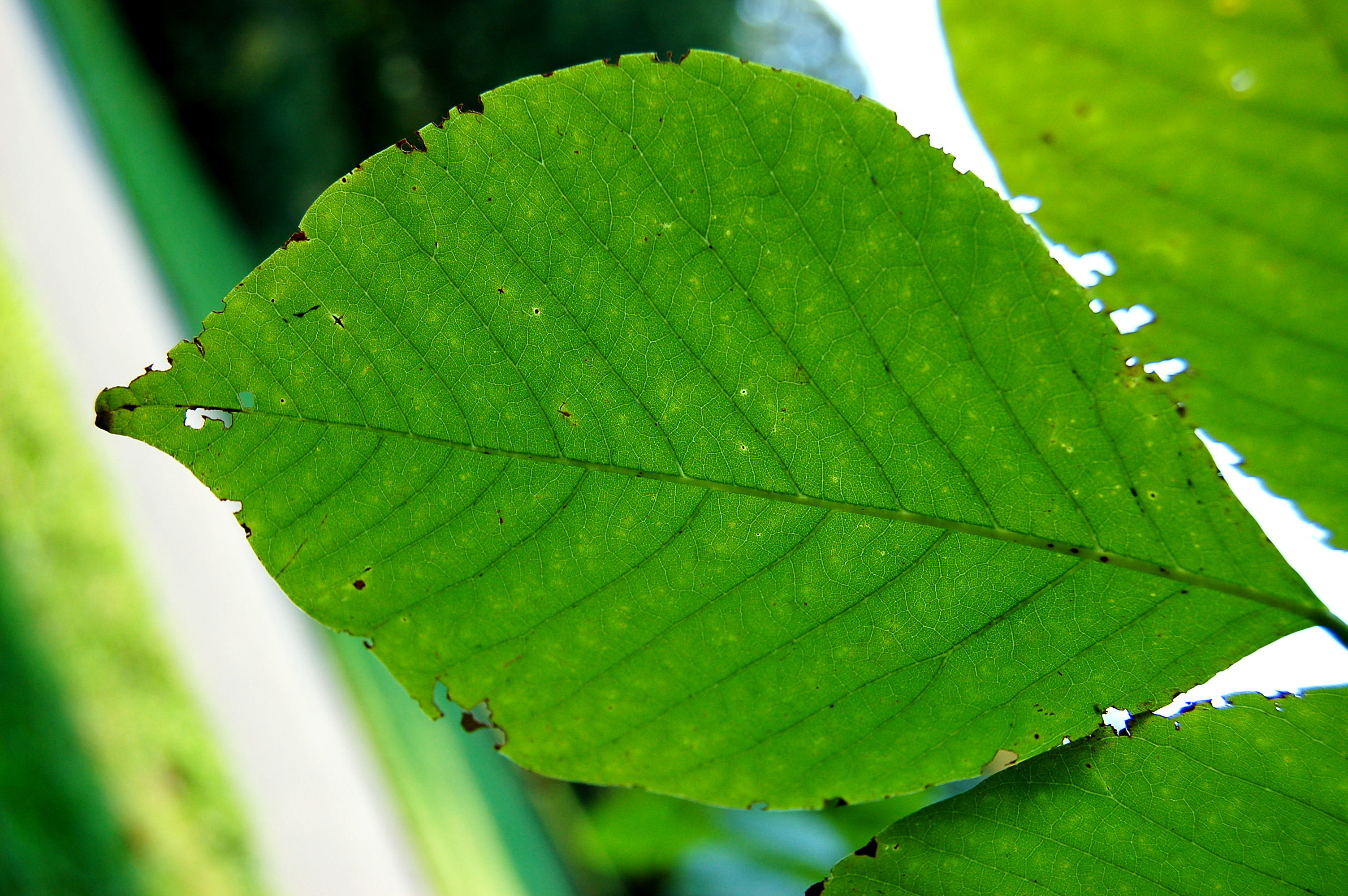
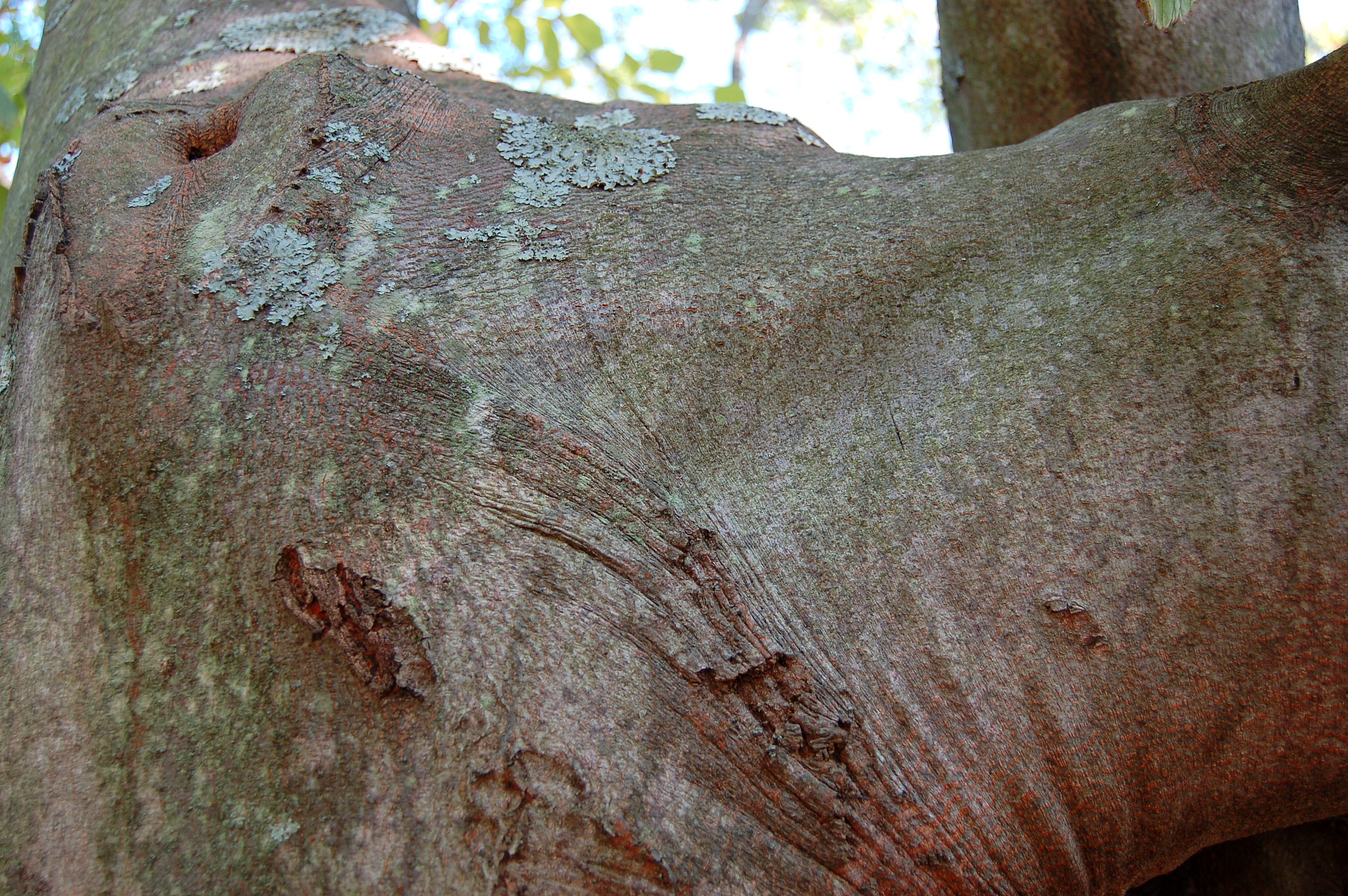
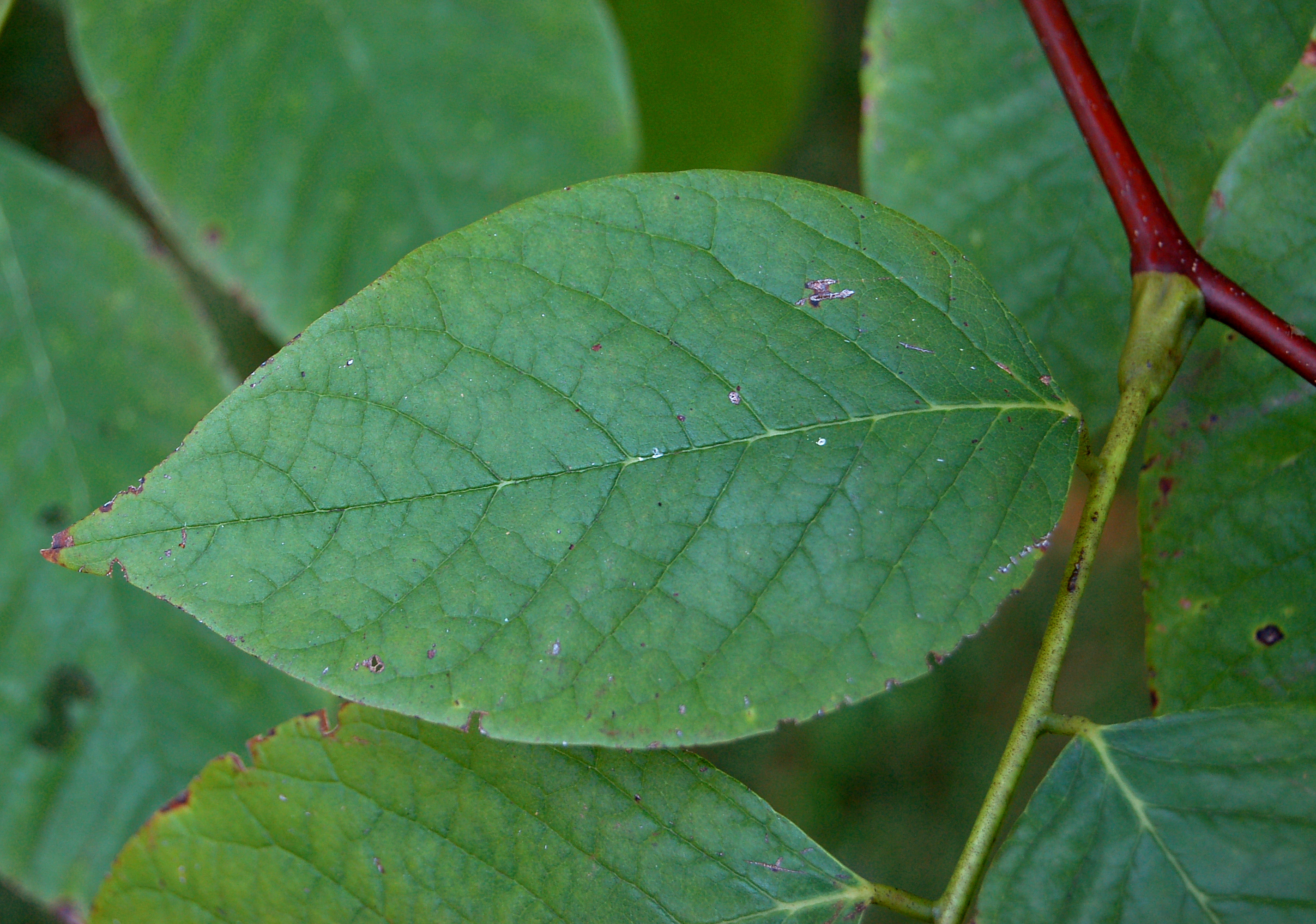
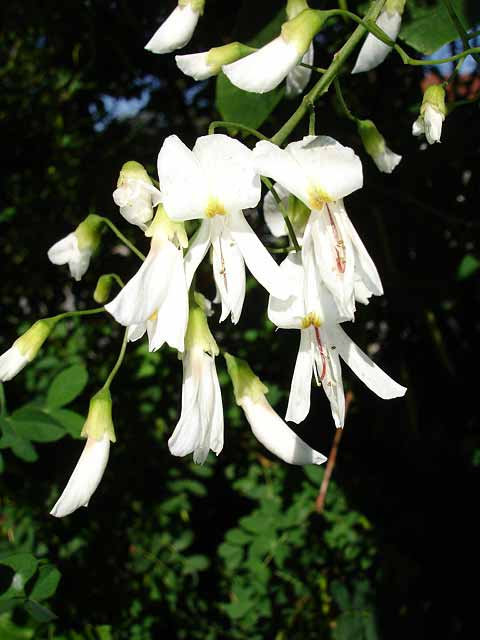
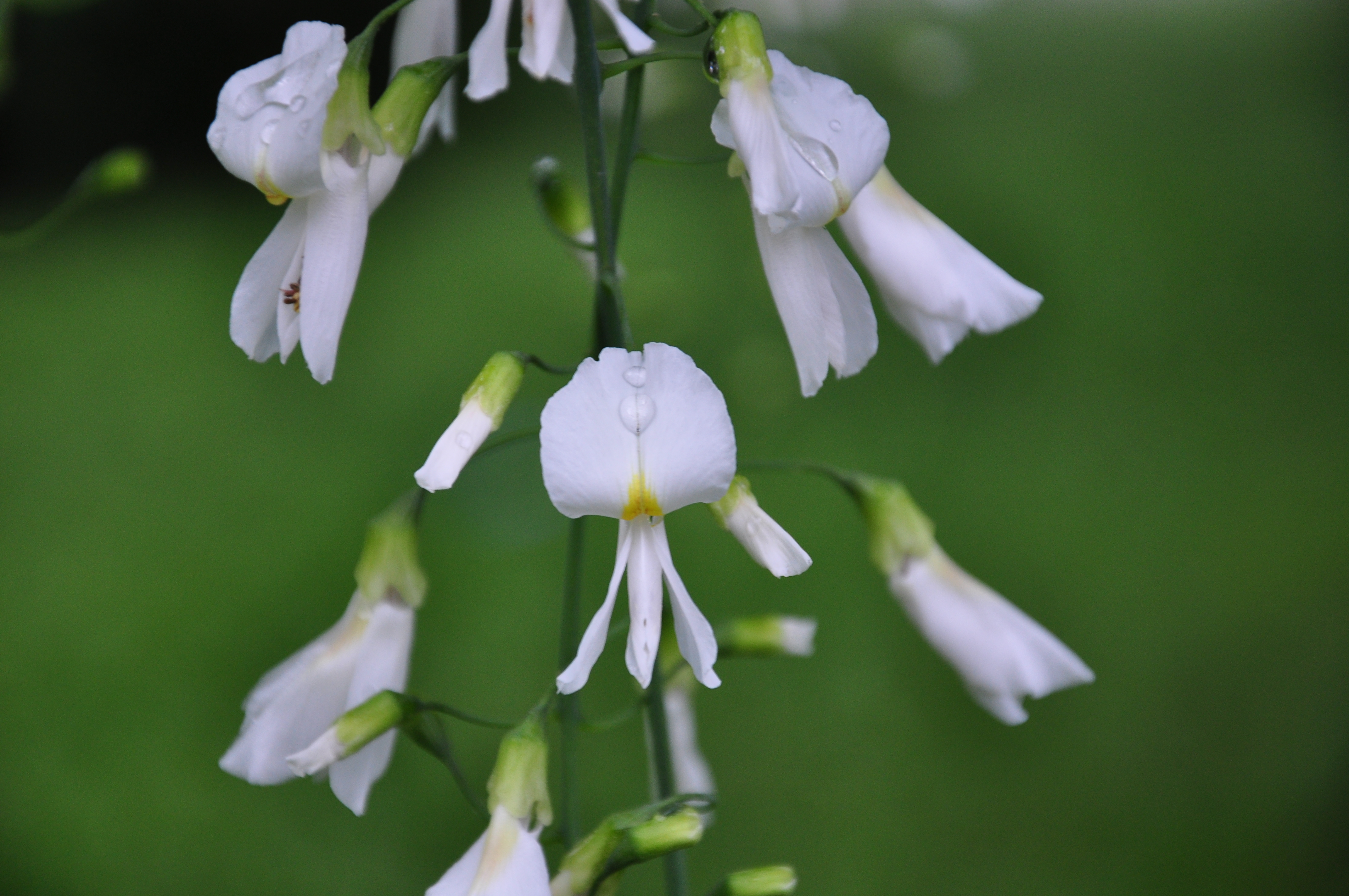